# Cèl·lula parietal

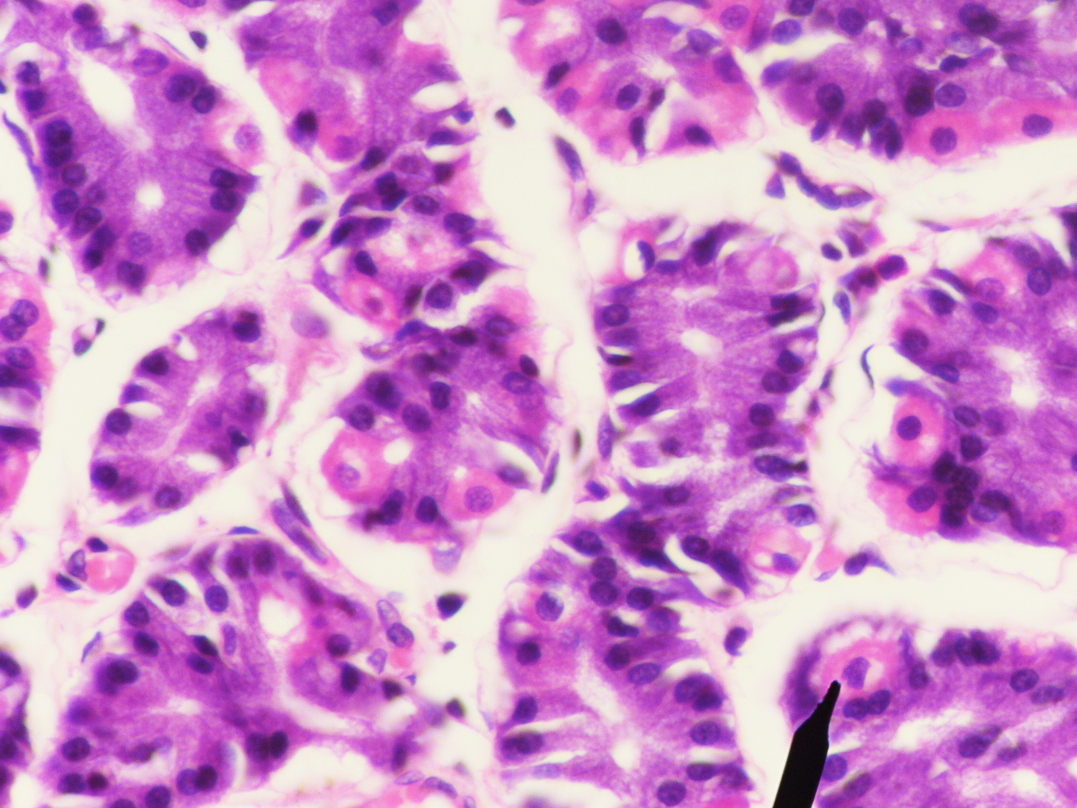
Cèl·lules parietals humanes, en el estómac.

Les  cèl·lules parietals  o  oxíntiques  són un tipus de cèl·lula situada a la part superior de les glàndules oxíntiques de l'estómac. Es troben majoritàriament al cos gàstric i més escassament a l'antre gàstric i són les encarregades de la producció de l'àcid gàstric i també del factor intrínsec. Quan les glàndules oxíntiques s'atrofien (gastritis crònica atròfica) baixa la producció d'àcid gàstric i de factor intrínsec.
Les cèl·lules parietals tenen a la seva membrana basolateral receptors de tres estimulants: un receptor de la histamina (H-2), un receptor colinèrgic tipus muscarínic (M-3) per a l'acetilcolina alliberada per les neurones preganglionars, i un receptor tipus colecistoquinina (CCK-8) per a la gastrina alliberada per les cèl·lules G pilòriques i duodenals. Les cèl·lules parietals també tenen receptors a la membrana basolateral per als inhibidors de la seva funció: somatostatina i prostaglandina.